# ジョゼフ・M・リーグル・ジュニア
ジョゼフ・マイケル・リーグル・ジュニア（Joseph Michael Reagle Jr.、1972年 - ）は、デジタル技術と文化、特にウィキペディア、オンライン・コメント、ギーク・フェミニズム、ライフ・ハッキングなどに焦点を当てているアメリカ合衆国の学者、著作家。リーグルは、ノースイースタン大学のコミュニケーション学担当の准教授である。彼は、マサチューセッツ工科大学を拠点としていたWorld Wide Web Consortium（ワールド・ワイド・ウェブ・コンソーシアム）の初期メンバーであり、1998年と2010年にはハーバード大学のインターネットと社会のためのバークマン・クライン・センターのフェローを務めた。

## 学歴
リーグルは、メリーランド大学ボルチモア郡校でコンピュータ科学を主専攻、歴史を副専攻として学士号を得た。次いで彼は、マサチューセッツ工科大学の技術政策プログラム (the Technology Policy Program) に進学し、信用と暗号資産についての修士論文をまとめた。彼は、研究技師 (a research engineer) としてMITに戻り、ハーバード大学のバークマン・センターのフェローにもなった。彼は、ニューヨーク大学の博士課程に進み、また同大学で教鞭もとった上で、2008年にウィキペディアの歴史と協働文化について博士論文を提出して PhDを取得したが、その指導教員は、ヘレン・ニッセンバウムであった。

## 経歴と研究

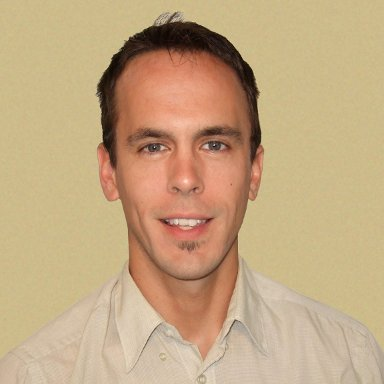
2008年撮影。

リーグルは、1996年から2003年にかけて、World Wide Web Consortiumのメンバーであった。そこで彼は、知的財産権やプライバシーなどの問題に取り組んだ。
2002年、彼は、『MIT Technology Review』誌の選ぶ「TR35」、すなわち35歳未満で世界最高のイノベーターのリストに選出された。
2010年、彼は、ウィキペディア初期の1万件の編集を失われたデータのゴミ捨て場から回収して、単純なウェブサイトに再構築した。
2011年、リーグルはローレン・ルー (Lauren Rhue) と連名の論文で、ウィキペディアにおけるジェンダーバイアスについて検討し、代名詞の性を用いて女性に関する記事を抽出し、その知見を他の百科事典類における女性に関する記事の状況と比較した。この論文の結論は、「ウィキペディアは、より広い対象をカバーし、より長い記事を提供しており、ブリタニカよりも絶対数において多数の女性に関する記事を含んでいるが、ブリタニカと照らし合わせると、女性に関するウィキペディアの記事は、男性に関する記事よりも欠けている場合が多い」というものであった。
リーグルは、オープンアクセスの支持者であり、彼の著書はいずれもオンラインで入手可能である。

## おもな業績

### 書籍
- Reagle, Joseph (2010). Good Faith Collaboration: The Culture of Wikipedia. History and Foundations of Information Science. Cambridge, MA: MIT Press. ISBN 978-0262518208. JSTOR j.ctt5hhhnf. OCLC 496282188[17]
- Reagle, Joseph (2015). Reading the Comments: Likers, Haters, and Manipulators at the Bottom of the Web. Cambridge, MA: MIT Press. doi:10.7551/mitpress/10116.001.0001. ISBN 9780262028936. JSTOR j.ctt17kkb2f. OCLC 891941812[18]
- Reagle, Joseph (2019). Hacking Life: Systematized Living and Its Discontents. <strong> ideas series. Cambridge, MA: MIT Press. doi:10.7551/mitpress/11582.001.0001. ISBN 9780262038157. OCLC 1043303830[19]
- Wikipedia @ 20: Stories of an Incomplete Revolution. Cambridge, MA: MIT Press. (2020). ISBN 9780262538176. OCLC 1150825819 See also: meta:Wikipedia@20

### おもな論文

#### ウィキペディア関係
- Reagle, Joseph (2009). “Wikipedia: The happy accident”. Interactions (New York: Association for Computing Machinery) 16 (3):  42–45n. doi:10.1145/1516016.1516026.
- Reagle, Joseph (2010). “'Be nice': Wikipedia norms for supportive communication”. New Review of Hypermedia and Multimedia 16 (1):  161–180. doi:10.1080/13614568.2010.498528.
- Reagle, Joseph; Rhue, Lauren (2011), “Gender Bias in Wikipedia and Britannica”, International Journal of Communication 5
- Loveland, Jeff; Reagle, Joseph (2013). “Wikipedia and encyclopedic production”. New Media & Society 15 (8):  1294–1311. doi:10.1177/1461444812470428.

#### 文化関係
- Reagle, Joseph (January 2013). “"Free as in sexist?": Free culture and the gender gap”. First Monday 18 (1). doi:10.5210/fm.v18i1.4291.
- Reagle, Joseph (2014). “The obligation to know: From FAQ to Feminism 101”. New Media & Society 18 (5):  691–707. doi:10.1177/1461444814545840.
- Reagle, Joseph (5 October 2015). “Following the Joneses: FOMO and conspicuous sociality”. First Monday 20 (10). doi:10.5210/fm.v20i10.6064.
- Reagle, Joseph (2015). “Geek policing: "Fake geek girls" and contested attention”. International Journal of Communication 9:  2862–2880.
- Reagle, Joseph (January 2018). “Nerd vs. bro: Geek privilege, idiosyncrasy, and triumphalism”. First Monday 23 (1). doi:10.5210/fm.v23i1.7879.
- Reagle, Joseph (2019年6月13日). “For some, self-tracking means more than self-help”. The Conversation. 2020年8月2日閲覧。

### 政策、技術関係
- Reagle, Joseph; Weitzner, Daniel (June 1998). Statement on the intent and use of PICS: Using PICS well (Note). W3C.
- Reagle, Joseph M.; Weitzner, Daniel J.; Rein, Barry D.; Stephens, Garland T.; Lebowitz, Henry C. (October 1999). Analysis of P3P and US Patent 5,862,325 (Note). W3C.
- Cranor, Lorrie; Langheinrich, Marc; Marchiori, Massimo; Presler-Marshall, Martin; Reagle, Joseph (16 April 2002). The platform for privacy preferences 1.0 (P3P1.0) (Recommendation). W3C.
- Eastlake, Donald; Reagle, Joseph; Solo, David (12 February 2002). XML-Signature syntax and processing (Recommendation). W3C.
- Eastlake, Donald; Reagle, Joseph (10 December 2002). XML encryption syntax and processing (Recommendation). W3C.